# Jorge Luis Molina
Jorge Luis Molina (Cañete, 5 de marzo de 1987) es un futbolista peruano. Juega de volante defensivo y actualmente juega en el Carlos Stein de la Liga 1 de Perú.

## Trayectoria
Comenzó jugando la Copa Perú Cañete. Posteriormente Coky tuvo años buenos con Alianza Lima donde jugó la Copa Libertadores 2010, ese mismo año clasificó a la Copa Libertadores 2011. A finales se confirma su partida al Juan Aurich debido a las pocas oportunidades. En el 2022 desciende con el Carlos Stein, al quedar último puesto en la tabla acumulada.

## Clubes
| Club                 | País | Año         |
| -------------------- | ---- | ----------- |
| Alianza Lima         | Perú | 2006        |
| Total Clean          | Perú | 2007        |
| Alianza Lima         | Perú | 2008-2010   |
| Juan Aurich          | Perú | 2011-2012   |
| León de Huánuco      | Perú | 2013        |
| Alianza Lima         | Perú | 2014        |
| Ayacucho Fútbol Club | Perú | 2015        |
| Deportivo Coopsol    | Perú | 2016        |
| Carlos A. Mannucci   | Perú | 2017        |
| Cienciano            | Perú | 2018 - 2021 |
| Carlos Stein         | Perú | 2022 -      |

## Palmarés

### Campeonatos nacionales
| Título                    | Club         | País | Año  |
| ------------------------- | ------------ | ---- | ---- |
| Primera División del Perú | Alianza Lima | Perú | 2006 |
| Primera División del Perú | Juan Aurich  | Perú | 2011 |
| Torneo del Inca           | Alianza Lima | Perú | 2014 |
| Liga 2                    | Cienciano    | Perú | 2019 |

### Distinciones individuales
| Distinción                                                           | Año  |
| -------------------------------------------------------------------- | ---- |
| Mejor once de la Liga 2 según la SAFAP                               | 2019 |
| Equipo ideal de la Liga 2 según el portal periodístico Dechalaca.com | 2019 |